# Macaria transitaria
Macaria transitaria là một loài bướm đêm trong họ Geometridae.